# Dicamptus betsileo
Dicamptus betsileo là một loài tò vò trong họ Ichneumonidae.